# Ponikve, Golubac
Ponikve (izvirno srbsko Поникве) je naselje v Srbiji, ki upravno spada pod Občino Golubac; slednja pa je del Braničevskega upravnega okraja.

## Demografija
V naselju živi 78 polnoletnih prebivalcev, pri čemer je njihova povprečna starost 42,3 let (38,6 pri moških in 45,4 pri ženskah). Naselje ima 34 gospodinjstev, pri čemer je povprečno število članov na gospodinjstvo 2,85.
To naselje je, glede na rezultate popisa iz leta 2002, večinoma srbsko.
|  |

| Demografija | Demografija     | Demografija     |
| Leto        | Št. prebivalcev | Št. prebivalcev |
| ----------- | --------------- | --------------- |
|             |                 |                 |
|             |                 |                 |
|             |                 |                 |
|             |                 |                 |
| 1948        | 138             |                 |
| 1953        | 132             |                 |
| 1961        | 126             |                 |
| 1971        | 117             |                 |
| 1981        | 112             |                 |
| 1991        | 103             | 87              |
| 2002        | 127             | 97              |
|             |                 |                 |

| Etnična sestava po popisu iz leta 2002 | Etnična sestava po popisu iz leta 2002 | Etnična sestava po popisu iz leta 2002 | Etnična sestava po popisu iz leta 2002 | Etnična sestava po popisu iz leta 2002 |
| -------------------------------------- | -------------------------------------- | -------------------------------------- | -------------------------------------- | -------------------------------------- |
| Srbi                                   | Srbi                                   |                                        | 92                                     | 94,84%                                 |
| Romi                                   | Romi                                   |                                        | 2                                      | 2,06%                                  |
| Jugoslovani                            | Jugoslovani                            |                                        | 1                                      | 1,03%                                  |
| Neznano                                | Neznano                                |                                        | 2                                      | 2,06%                                  |